# Altiplans intermontans

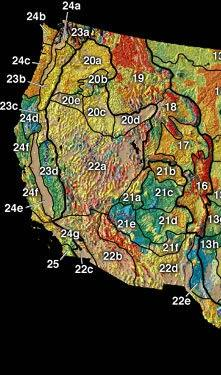
Regions naturals dels EUA interiors. Els altiplans intermontans estan assenyalats com 20 (Altiplà de Colúmbia), 21 (Altiplà del Colorado) i 22 (Serralada i Conca).

En el context de la geografia física, els Altiplans intermontans són una de les vuit regions fisiogràfiques del conjunt dels Estats Units. La regió està formada principalment per altiplans i serralades que es troben entre les Muntanyes Rocalloses a l'est i les muntanyes Cascade i Sierra Nevada a l'oest. Es subdivideix en tres províncies fisiogràfiques: l'Altiplà de Columbia al nord, la província de Serralada i Conca a les parts central i sud-oest i l'Altiplà de Colorado al sud-est. Al seu torn, cadascuna d'aquestes províncies es subdivideix en una sèrie de seccions fisiogràfiques.